# Uruguayische Volleyballnationalmannschaft der Männer
Die uruguayische Volleyballnationalmannschaft der Männer ist eine Auswahl der besten uruguayischen Spieler, die die Federación Uruguaya de Voleibol bei internationalen Turnieren und Länderspielen repräsentiert.

## Geschichte

### Weltmeisterschaft
Bei der Volleyball-Weltmeisterschaft 1960 belegte Uruguay den 13. Platz.

### Olympische Spiele
Uruguay konnte sich noch nie für Olympische Spiele qualifizieren.

### Südamerikameisterschaft
Bei der ersten Volleyball-Südamerikameisterschaft musste sich Uruguay nur Gastgeber Brasilien geschlagen geben. Fünf Jahre später gelang im eigenen Land die Revanche und 1958 wurden die Uruguayer Dritter. Nach einem schwächeren Turnier 1962 (Sechster) belegten sie die Ränge drei, vier und drei, ehe sie 1971 erneut als Gastgeber das Endspiel gegen Brasilien verloren. Bei der nächsten Meisterschaft fehlte der Titelverteidiger, der anschließend erneut Vierter wurde. Von 1979 bis 2001 war Uruguay immer dabei und die Resultate schwankten zwischen Platz vier und neun. Die Südamerikameisterschaft 2007 beendete Uruguay auf Rang sieben.

### World Cup
Im World Cup hat Uruguay bisher nicht mitgespielt.

### Weltliga
Auch die Weltliga fand bisher ohne uruguayische Beteiligung statt.